# Lars Petersson (konstnär)
Lars (Lasse) Oskar Ernst Petersson, född 29 mars 1929 i Karlshamn, död 1 november 1981 i Göteborg, var en svensk skulptör och konsthantverkare.
Han var son till folkskolläraren Ernst Petersson och Anna Nyström och från 1955 gift med keramikern Siv Lillemor Andrén. Petersson utbildade sig först till träbildhuggare och slöjdlärare innan han studerade konst för Arthur Johansson vid Slöjdföreningens skola i Göteborg 1946–1956 och var samtidigt under två år assistentlärare vid skolan. Han studerade en kortare tid för Åke Jönsson vid Valands målarskola 1954–1955. Han anställdes 1956 som formgivare vid Rörstrands Porslinsfabrik. Separat ställde han ut i Hannover 1959 och på Samlaren i Stockholm. Tillsammans med Tullan Fink och Bror Persson ställde han ut i Varberg. Han medverkade i Göteborgs konstnärsklubbs utställning i Nya Masshuset i Göteborg och i utställningen Ny västsvensk skulptur på Göteborgs konsthall samt i samlingsutställningar på Konstnärshuset i Stockholm. Bland hans offentliga arbeten märks utsmyckningar för Sahlgrenska sjukhuset i Göteborg och bostadsområden i Örebro och Västerås. Han var under en period lärare vid Chalmers arkitekturavdelning. Hans konst består av reliefer och skulpturer utförda i gips, trä, sten och metall.